# 회인초등학교
회인초등학교는 대한민국 충청북도 보은군 회인면 중앙리에 있는 공립 초등학교이다.

## 학교 연혁
- 1906년 4월 1일 사립 진명학교로 개교
- 1912년 3월 16일 회인공립보통학교 인가
- 1938년 4월 1일 회인공립심상소학교로 개칭
- 1941년 4월 1일 회인공립국민학교로 개칭
- 1950년 6월 1일 회인국민학교로 개칭
- 1989년 1월 1일 회서분교장 청원군으로 편입
- 1991년 3월 1일 회동분교장 통합
- 1992년 3월 1일 회룡분교장 통합
- 1996년 3월 1일 회인초등학교로 개칭
- 2006년 4월 1일 개교 100주년 기념행사 거행
- 2011년 9월 23일 송정관 (다목적교실) 준공
- 2014년 3월 1일 제26대 조영애 교장 취임
- 2014년 7월 23일 빛솔배움터 개관식
- 2015년 3월 1일 통합지원반 신설
- 2017년 2월 17일 제104회 2명 졸업(총 졸업생수 7,475명)
- 2017년 3월 1일 2017학년도 6(1)학급 편제

## 참고 자료
- 회인초등학교 - 한국교육학술정보원 학교알리미